# Parròquia de Skrīveri

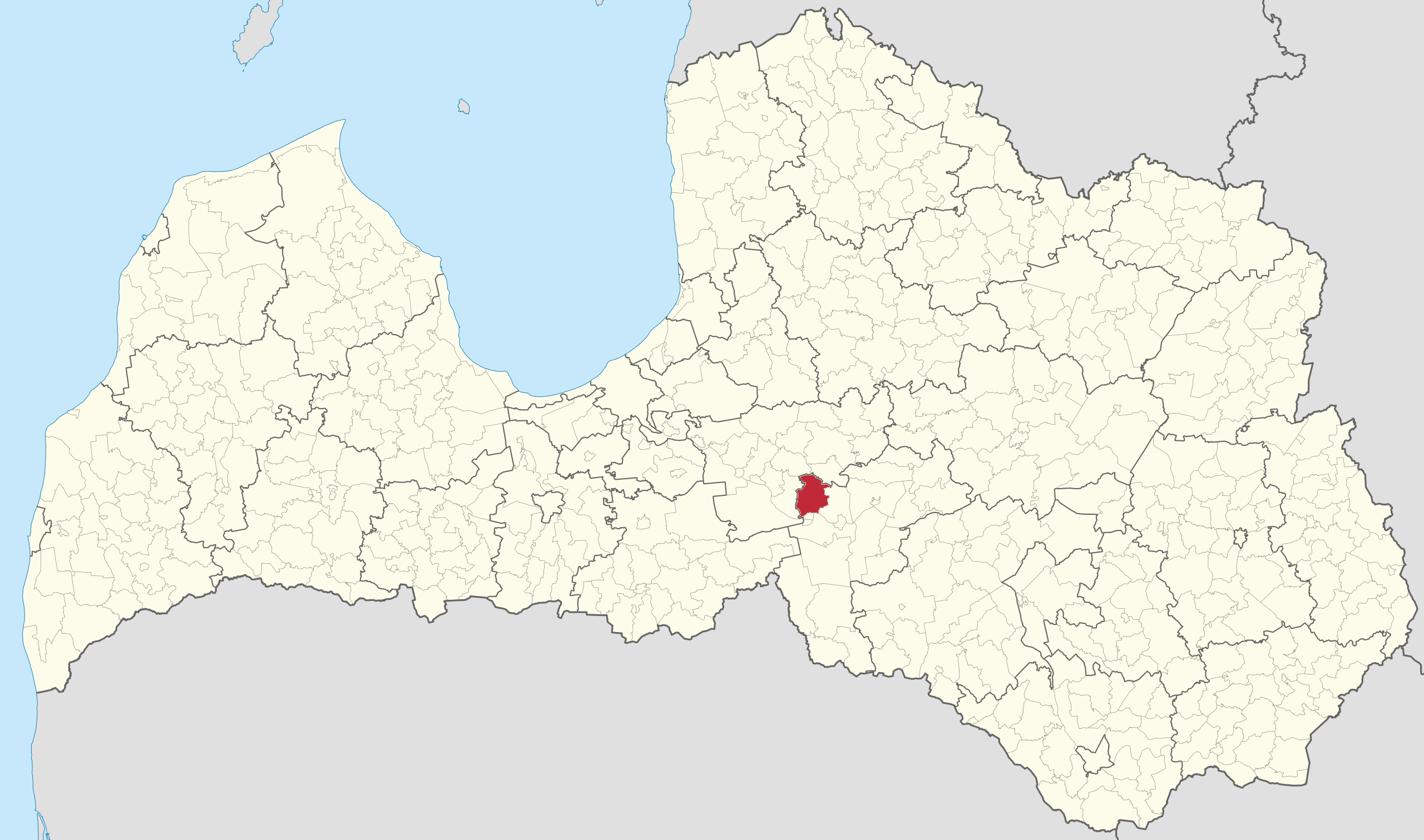
Localització de la parròquia de Skrīveri.

Parròquia de Skrīveri (en letó: Skrīveru pagasts) és una unitat administrativa del municipi de Skrīveri (Vidzeme), a Letònia. Abans de la reforma territorial administrativa de l'any 2009 pertanyia al raion d'Aizkraukles.

## Pobles, viles i assentaments
- Klidziņa
- Līči
- Skrīveri
- Ziedugravas

## Persones notables
- Andrejs Upīts
- Jorģis Zemitāns